# Tadeusz Jackowski (dyplomata)
Tadeusz Gustaw Jackowski herbu Gozdawa (ur. 28 marca 1889 w Pomarzanowicach, zm. 15 maja 1972 w Krakowie) – doktor filozofii, dyplomata II Rzeczypospolitej. 

## Życiorys
Urodził się w rodzinie Jackowskich herbu Gozdawa. Jego ojcem był Tadeusz Jackowski (1859–1924), a matką Paula z Chłapowskich h. Dryja (1866–1922). Miał 2 siostry: Marię (1886–1945) i Jadwigę (1891–1945) oraz trzech braci: Mariana (1893–1928), Macieja (1896–1944) i Zygmunta (1901–1901). Ukończył wyższą szkołę realną w Poznaniu i studia filozoficzne na uniwersytecie w Lipsku, uzyskując w 1913 stopień naukowy doktora filozofii. Po powrocie do kraju zarządzał majątkiem rodzinnym. Od września 1915 do listopada 1918 był rzeczoznawcą rolniczym Generalnego Gubernatorstwa Warszawskiego
Po odzyskaniu niepodległości od 1 grudnia 1918 pracował jako starszy referent w Wydziale Wytworów Rolnych Ministerstwa Rolnictwa i Dóbr Państwowych. 15 sierpnia 1919 wstąpił do polskiej służby dyplomatycznej. Do 1 kwietnia 1923 pracował w Wydziale Północnym jako starszy referent (do 1 stycznia 1920), radca (do 1 czerwca 1921) i naczelnik wydziału (do 15 grudnia 1922), po czym korzystał z urlopu bezpłatnego.
1 kwietnia 1923 mianowany radcą legacyjnym II klasy w poselstwie RP w Berlinie, którym do przybycia posła Kazimierza Olszowskiego kierował jako chargé d’affaires ad interim. Od 15 grudnia 1924 ponownie na urlopie bezpłatnym, po którego zakończeniu 15 marca 1925 awansowany na radcę legacyjnego I klasy. 12 października 1926 został odwołany do centrali Ministerstwa Spraw Zagranicznych, do 31 stycznia 1929 r. był dyrektorem Departamentem Polityczno-Ekonomicznego.
1 lutego 1929 mianowany posłem w Belgii i Luksemburgu. Misję pełnił do 31 października 1937. Po odwołaniu z Brukseli przeniesiony w stan nieczynny, a 30 kwietnia 1938 w stan spoczynku. Osiadł w Krakowie, gdzie zmarł. Spoczywa na Cmentarzu Salwatorskim (sektor SC9-11-27).

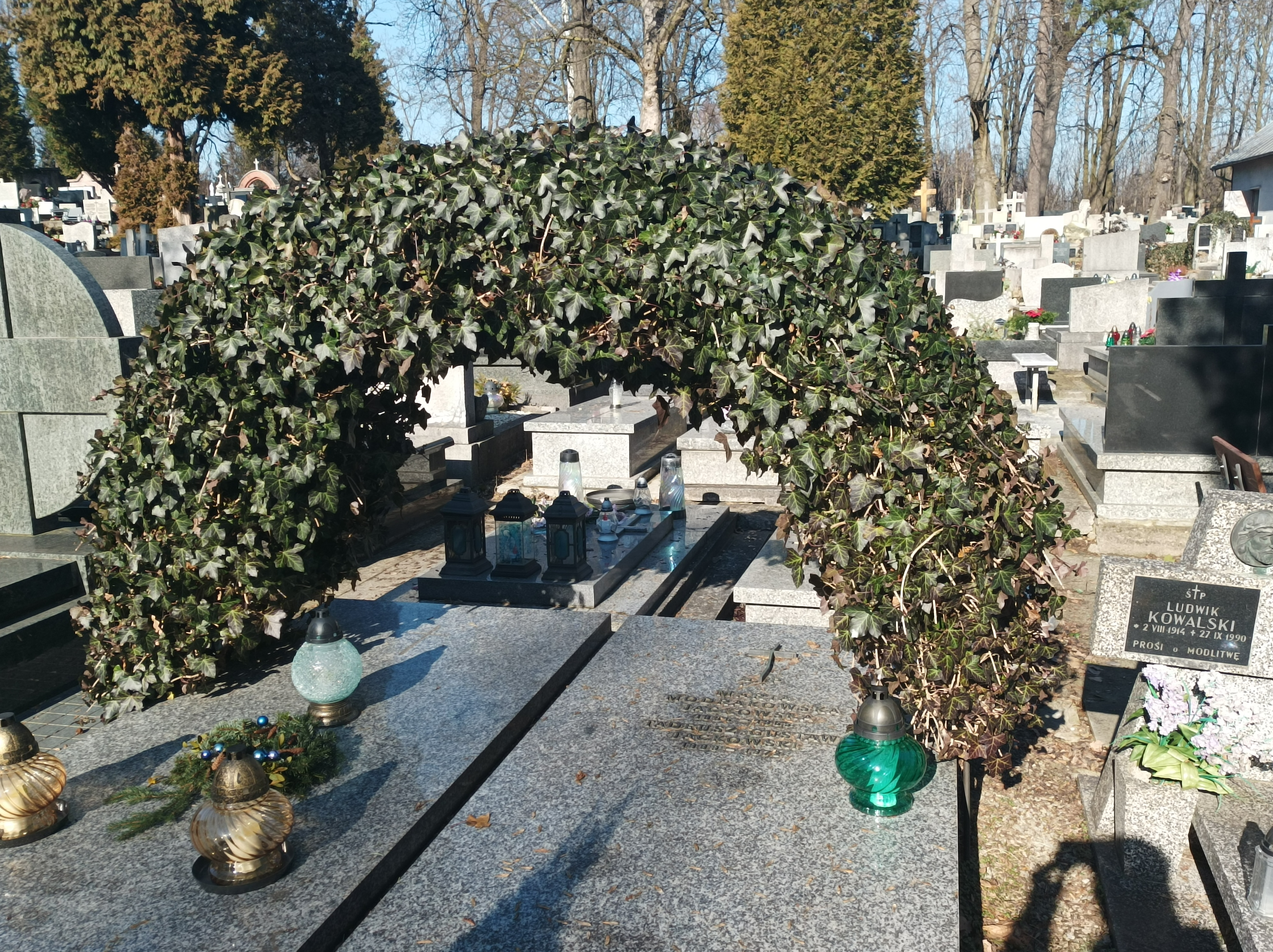
Grób Tadeusza Jackowskiego na Cmentarzu Salwatorskim

Spisał wspomnienia W walce o polskość Kraków: Wydawnictwo Literackie, 1972, 567 s.

Dwukrotnie żonaty. W 1923 ożenił się z aktorką Anną Beliną (1884–1974). Jego drugą żoną była śpiewaczka Maria Modrakowska, z którą miał dwóch synów: Antoniego i Tadeusza.

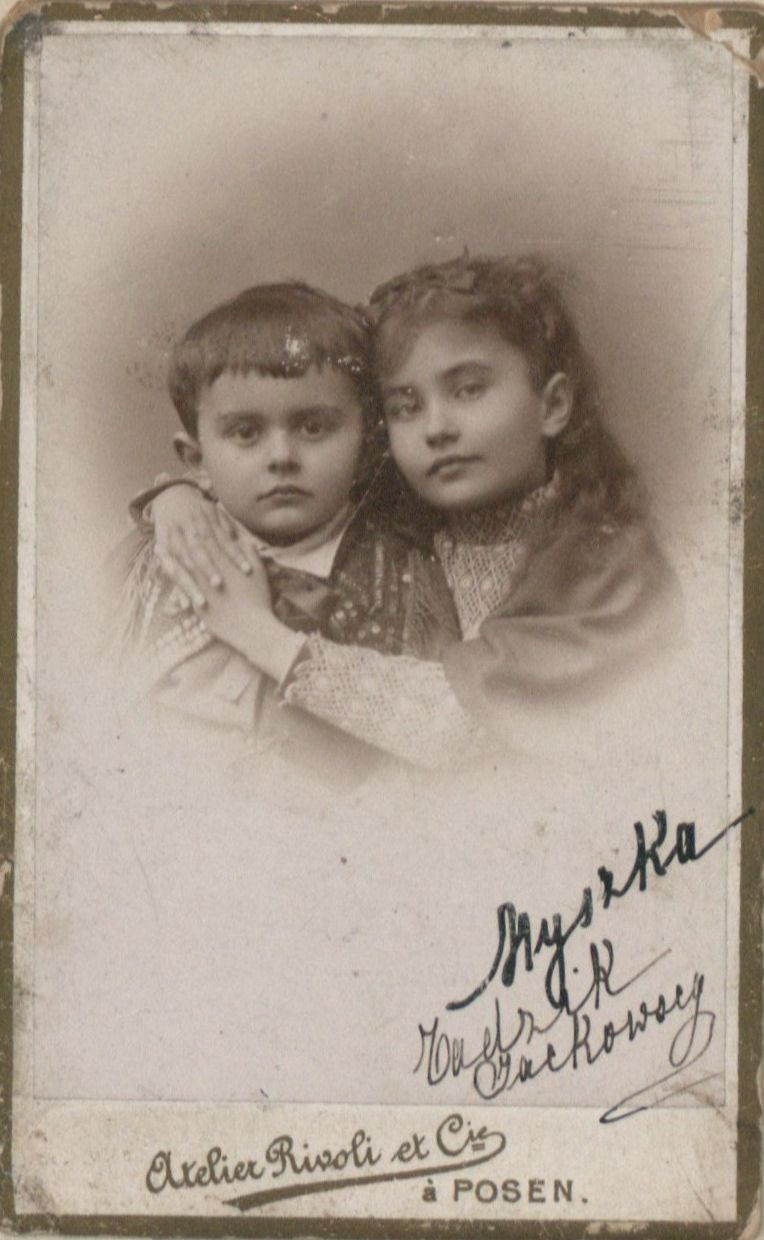
Tadeusz Gustaw Jackowski z siostrą Marią Jackowską 1895 r. (miejsce przechowywania: Archiwum Państwowe w Poznaniu).

## Ordery i odznaczenia
- Krzyż Komandorski Orderu Odrodzenia Polski (9 listopada 1926)[4][5]
- Krzyż Oficerski Orderu Odrodzenia Polski (2 maja 1923)[6][7]
- Medal Dziesięciolecia Odzyskanej Niepodległości (1928)[5]
- Krzyż Wielki Orderu Zasługi (Węgry)[5]
- Krzyż Wielki Orderu Korony (Belgia, 1931)[5][8]
- Krzyż Wielki Orderu Korony Dębowej (Luksemburg, 1933)[5][9]
- Krzyż Wielki Orderu Korony Rumunii (Rumunia)[5]
- Krzyż Wielki Orderu Św. Sawy (Jugosławia, 1931)[5][8]
- Wielki Oficer Orderu Św. Sawy (Jugosławia)[5]
- Wielki Oficer Orderu Gwiazdy Rumunii (Rumunia)[5]
- Wielki Oficer Orderu św. Olafa (Norwegia)[5]
- Komandor Orderu św. Olafa (Norwegia)[5]
- Komandor Orderu Legii Honorowej (Francja, 1932)[5][10]
- Komandor Orderu Wazów (Szwecja, 1923)[5][11]
- Komandor Orderu Danebroga (Dania)[5]
- Komandor Orderu Oranje-Nassau (Holandia)[5]
- Order Kłosa Złotego II klasy (Chiny)[5]
- Order Słońca (Afganistan)[5]